# 白玉石塔
白玉石塔，位于中国广东省江门市圭峰山玉台寺罗汉阁遗址内，是一座古建筑。石塔用汉白玉石雕造，高6.1米，基围4.6米，为重檐式六角，7层。 白玉塔始建于清康熙二十二年（1683年）。抗日战争期间，会城沦陷，玉台寺被日伪军拆毁，白玉石塔被打碎。1956年，复建石塔。1979年，列入新会县文物保护单位，现为新会区文物保护单位。